# Pleuronodes plexifera
Pleuronodes plexifera là một loài bướm đêm trong họ Noctuidae.